# Palmodes melanarius
Palmodes melanarius är en biart som först beskrevs av Alexander Mocsáry 1883.  Palmodes melanarius ingår i släktet Palmodes och familjen grävsteklar. Inga underarter finns listade i Catalogue of Life.